# Козі (Нью-Мексико)
Козі (англ. Causey) — селище (англ. village) в США, в окрузі Рузвельт штату Нью-Мексико. Населення — 68 осіб (2020).

## Географія
Козі розташоване за координатами 33°49′20″ пн. ш. 103°4′30″ зх. д. / 33.82222° пн. ш. 103.07500° зх. д. (33.822203, -103.075075).  За даними Бюро перепису населення США в 2010 році селище мало площу 9,95 км², з яких 9,94 км² — суходіл та 0,01 км² — водойми.

## Демографія
Згідно з переписом 2010 року, у селищі мешкали 104 особи в 40 домогосподарствах у складі 27 родин. Густота населення становила 10 осіб/км².  Було 53 помешкання (5/км²).
Расовий склад населення:
| - 67,3 % — білих - 1,0 % — корінних американців - 29,8 % — осіб інших рас |

До двох чи більше рас належало 1,9 %. Частка іспаномовних становила 47,1 % від усіх жителів.
За віковим діапазоном населення розподілялося таким чином: 21,2 % — особи молодші 18 років, 62,5 % — особи у віці 18—64 років, 16,3 % — особи у віці 65 років та старші. Медіана віку мешканця становила 46,0 року. На 100 осіб жіночої статі у селищі припадало 166,7 чоловіків;  на 100 жінок у віці від 18 років та старших — 141,2 чоловіків також старших 18 років.
Середній дохід на одне домашнє господарство  становив 53 896 доларів США (медіана — 49 375), а середній дохід на одну сім'ю — 57 356 доларів (медіана — 48 750). За межею бідності перебувало 16,1 % осіб, у тому числі 66,7 % дітей у віці до 18 років та 0,0 % осіб у віці 65 років та старших.
Цивільне працевлаштоване населення становило 28 осіб. Основні галузі зайнятості: освіта, охорона здоров'я та соціальна допомога — 28,6 %, оптова торгівля — 17,9 %, виробництво — 10,7 %, будівництво — 10,7 %.